# Плањани
Плањани (чеш. Plaňany) је насељено мјесто са административним статусом варошице (чеш. městys) у округу Колин, у Средњочешком крају, Чешка Република.

## Становништво
Према подацима о броју становника из 2014. године насеље је имало 1.803 становника.